# Henri Herz
Henri Herz (Vienna, 6 gennaio 1803 – Parigi, 5 gennaio 1888) è stato un compositore e pianista austriaco naturalizzato francese.

## Biografia

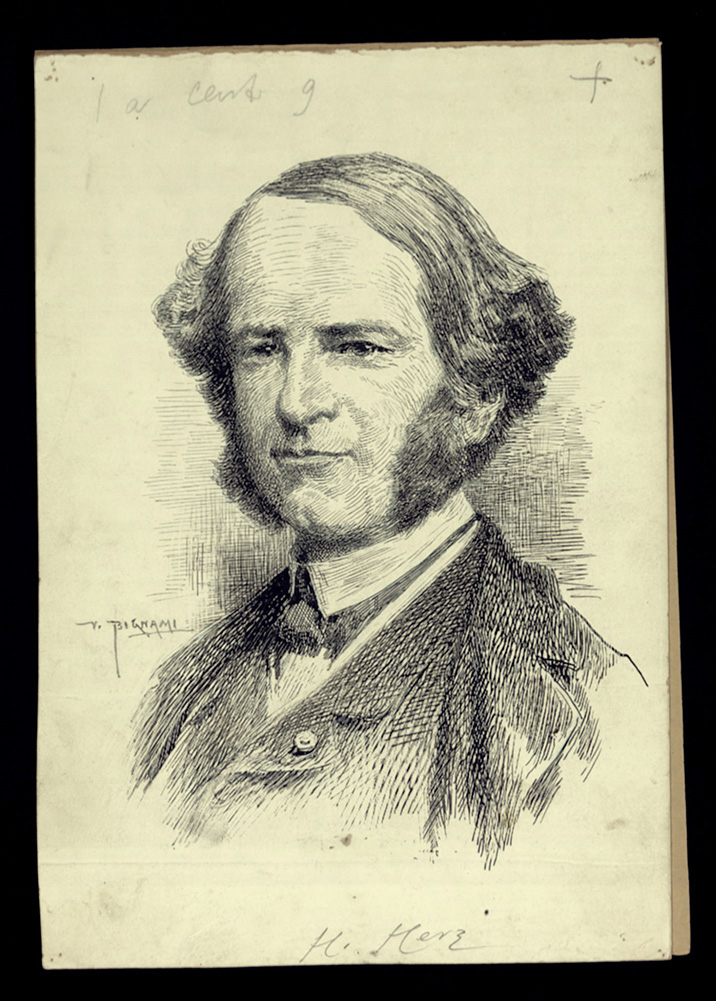
Henri Herz ritratto da Vespasiano Bignami

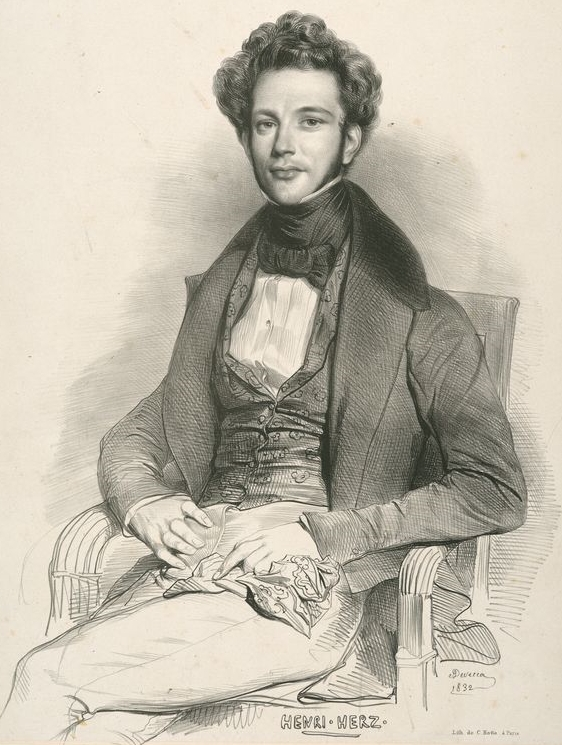
Ritratto di Henri Herz nel 1832

Di origine ebraica, ricevette i primi insegnamenti artistici dal padre e a Coblenza da Daniel Hünten, padre del compositore Franz Hünten.
Dal 1816 studiò musica (pianoforte) al Conservatorio di Parigi sotto la guida di Louis-Barthélémy Pradher per il pianoforte, di Victor Dourlen per l'armonia e di Antonín Reicha per la composizione, perfezionandosi con Ignaz Moscheles, che influenzò il suo modo di suonare. 
Suo fratello Jacques Simon Herz (nato Jacob-Simon, 1794-1880) fu un suo compagno di studi al Conservatorio e diventò a sua volta pianista e insegnante.
Nel 1818 Henri Herz vinse il suo primo premio artistico in pianoforte. 
Durante il periodo che va dal 1825 al 1835 fu uno tra i pianisti e i compositori per pianoforte più stimati e popolari, grazie anche alle sue numerose tournée per il mondo, che effettuò assieme al violinista Charles Philippe Lafont.
Tra le sue attività, si ricorda quella di costruttore di pianoforti, per la quale fondò una fabbrica a Parigi che ebbe alterne vicende. Ricevette la "Médaille d'honneur" per "Pianos d'une sonorité très-remarquable" alla Fiera mondiale di Parigi del 1855.
Alcune tra le esibizioni più importanti a Parigi si effettuavano nelle sale costruite dai produttori di strumenti. Nel 1838 Herz e suo fratello Jacques Simon costruirono la Sala dei concerti Herz di seicentosessantotto posti, alla rue de la Victoire, usata per le esibizioni di Berlioz e di Offenbach. La sala fu frequentata anche da Richard Wagner, Hans von Bülow, Théophile Gautier ed Émile de Girardin. La Scuola speciale di pianoforte di Parigi, fondata dai fratelli, era ospitata nello stesso edificio.
Herz fu insegnante di musica, per più di trent'anni, presso il Conservatorio di Parigi, dove ebbe tra i suoi allievi Marie-Aimée Roger-Miclos (1860-1950). Diede lezioni private a Henri Rosellen.
Herz si sposò con Pauline Thérèse Lachmann (o Esther Lachmann), con cui ebbe una figlia. 
Scrisse un libro sulle sue esperienze all'estero intitolato Mes voyages en Amérique. (Parigi, Achille Faure, 1866). 
Tra le sue opere principali sono da annoverare otto Concerti per pianoforte, Sonate; Rondò, Sonate per violino, Notturni, 
Danze, Marce e Fantasie.

## Opere principali

### Musiche per pianoforte e orchestra
- Il parigino, Op.58;
- Concerto per pianoforte n. 1, Op.34;
- Concerto per pianoforte n. 2, Op.74;
- Concerto per pianoforte n.3, op.87;
- Concerto per pianoforte n. 4, Op.131;
- Concerto per pianoforte n.5, op.180;
- Concerto per pianoforte n.6 op.192:
- Concerto per pianoforte n.7, op.207;
- Concerto per pianoforte n.8, op.218;
- Trio per pianoforte, Op.54;
- Variazioni luminose con introduzione e finale alla militare, Op.48;
- Brillanti variazioni su "L'ultima rosa dell'estate", Op.159:
- Brillanti variazioni su "La sonnambula" di Bellini, Op.105;
- Brillanti variazioni sulla "Cenerentola" di Rossini, Op.60;
- Brilliant Variations su Weber's Last Waltz, Op.51;
- Brillanti variazioni sul coro preferito di "Il Crociato", Op.23;
- Brillanti variazioni su un tema originale, Op.55;
- Variazioni caratteristiche su un tema arabo di F. Burgmüller, Op.137;
- Variazioni di coraggio sul romanzo di Giuseppe, Op.20;
- Variazioni di concerti su una marcia preferita di "Guglielmo Tell", Op.57;
- Variazioni e brillante rondò, Op.16;
- Variazioni e rondò su un'aria tedesca preferita, Op.9;
- Variazioni su un'aria tirolese preferita, Op.13.